# فيفتين مايل (كوينزلاند)
فيفتين مايل هي منطقة ريفية في منطقة وادي لوكيير، كوينزلاند، أستراليا. في 2021 تعداد ، بلغ عدد سكان فيفتين مايل 37 نسمة.

## التركيبة السكانية
في 2016 تعداد، بلغ عدد سكان فيفتين مايل 33 شخصًا.
في 2021 تعداد، بلغ عدد سكان فيفتين مايل 37 نسمة.